# Peter av Montenegro
Peter av Montenegro, född 1889, död 1932, var en montenegrinsk prins. 
Han tjänstgjorde som soldat under första världskriget. 
Han bosatte sig 1918 i Frankrike. Han gifte sig 1924 med Violette Brunet.